# Bavil
Bavil är en by utanför Östazarbaijans huvudort Tabriz i Iran. Byns namn kommer från Baville, ett franskt namn, då byn grundades av en fransk missionär som bosatte sig i Tabriz. 

## Kultur

### Språk
Huvudspråket i Bavil är azeriska, ett turkspråk. Alla invånare kan trots det även tala landets officiella språk, persiska.